# Батиевский, Яков Яковлевич
Яков Яковлевич Батиевский (1831—1889) — генерал-майор русской императорской армии, участник Кавказских походов

## Биография
Родился в 1831 году. Происходил из дворян Тифлисской губернии.
По окончании курса в Дворянском полку, 26 мая 1849 года поступил прапорщиком в 3-й Кавказский линейный батальон, откуда в следующем году перешёл в Нижегородский драгунский полк. Участник ряда экспедиций против горцев под начальством Козловского, князя Барятинского и Меллер-Закомельского. С началом Восточной войны вступил в состав Александропольского отряда и с ним находился в делах при Ахалцихе, Кюрюк-Дара и во многих других, после чего с июля по ноябрь 1857 года, состоя при Дагестанском отряде, принял участие в экспедиции для возведения штаб-квартиры Дагестанского пехотного полка на месте аула Старый-Буртунай.
В 1858 году вступил в командование 4-м эскадроном нижегородских драгун. В 1859 году был деятельным участником решительных действий против Шамиля и особенно отличился при занятии аула Ведено. В 1860 году находился при Шапсугском отряде, действовавшем по Кубани; в 1861 г. — сопутствовал в экспедициях отрядам: Мало-Лабинскому и Верхне-Абадзехскому и в период 1862—1864 гг. участвовал в окончательном покорении Восточного Кавказа, состоя при Верхне-Абадзехском, а затем при Даховском отрядах.
Произведённый в 1868 году в полковники, в 1871 году он был назначен командиром бывшего резервного эскадрона Тверского драгунского полка, а в марте 1873 года — командиром 45-го Северского драгунского полка, с которым находясь в русско-турецкую войну 1877—1878 гг. в составе Кавказского корпуса, отличился в осаде Карса, доставившей ему 31 июля 1877 года орден Св. Георгия 4-й степени:
За отличие при отражении, 3 Июня 1877 года, вылазки из крепости Карса против войск наших, стоявших лагерем у селения Аравартан, где, во главе 17 драгунского Северского Его Величества Короля Датского полка, пошел в атаку на неприятельские колонны и, отрезав значительную часть турецкой пехоты, истребил её вполне.
Затем участвовал в сражении на Аладжинских высотах.
27 июля 1878 г. Батиевский был произведён в генерал-майоры и зачислен по армейской кавалерии, с назначением состоять при войсках Кавказского военного округа. 24 марта 1879 года назначен командиром 1-й бригады 1-й Кавказской кавалерийской дивизии, которую возглавлял до 1880 года. Вся его сорокалетняя служба протекла на Кавказе.
Умер в июне 1889 года.

## Награды
Среди прочих имел ордена: Св. Анны 4-й степени с надписью «За храбрость» (1851 г.), 3-й степени с бантом (1853 г.), св. Станислава 2-й степени с мечами (1860 г.) и императорская корона к нему (1863 г.), св. Анны 2-й степени с мечами (1865 г.), св. Владимира 4-й степени с бантом (1873 г., за беспорочную выслугу 25 лет), 3-й степени с мечами (1877 г.) и св. Станислава 1-й степени с мечами (1879 г.). Также был награждён иностранными орденами: прусским Красного орла 2-й ст. (1873) и др.
Был женат на Екатерине Егоровне Тумановой.